# Matthias Gottfried Eichler
Pour les articles homonymes, voir Eichler.
Matthias Gottfried Eichler (né le 4 février 1748 à Erlangen, mort le 19 juin 1821 à Augsbourg) est un dessinateur et graveur allemand.

## Biographie
Matthias Gottfried Eichler est issu d'une famille d'artistes. Son grand-père, Gottfried Eichler l'Ancien (1676-1759), et son père, Gottfried Eichler le Jeune (1715-1770), qui travaillent tous deux principalement à Augsbourg, sont peintres et graveurs. Ainsi, Matthias Gottfried reçoit sa première formation de son père, puis du peintre et graveur Georg Philipp Rugendas le Jeune et du graveur sur cuivre Johann Gottfried Thelott. En 1783, Matthias Gottfried Eichler épouse Elisabeth Berger.
En 1767, il quitte Augsbourg et se rend à Mannheim, où il poursuit sa formation avec Egid Verhelst le Jeune à l'école de dessin électoral, obtenant son diplôme en 1773.

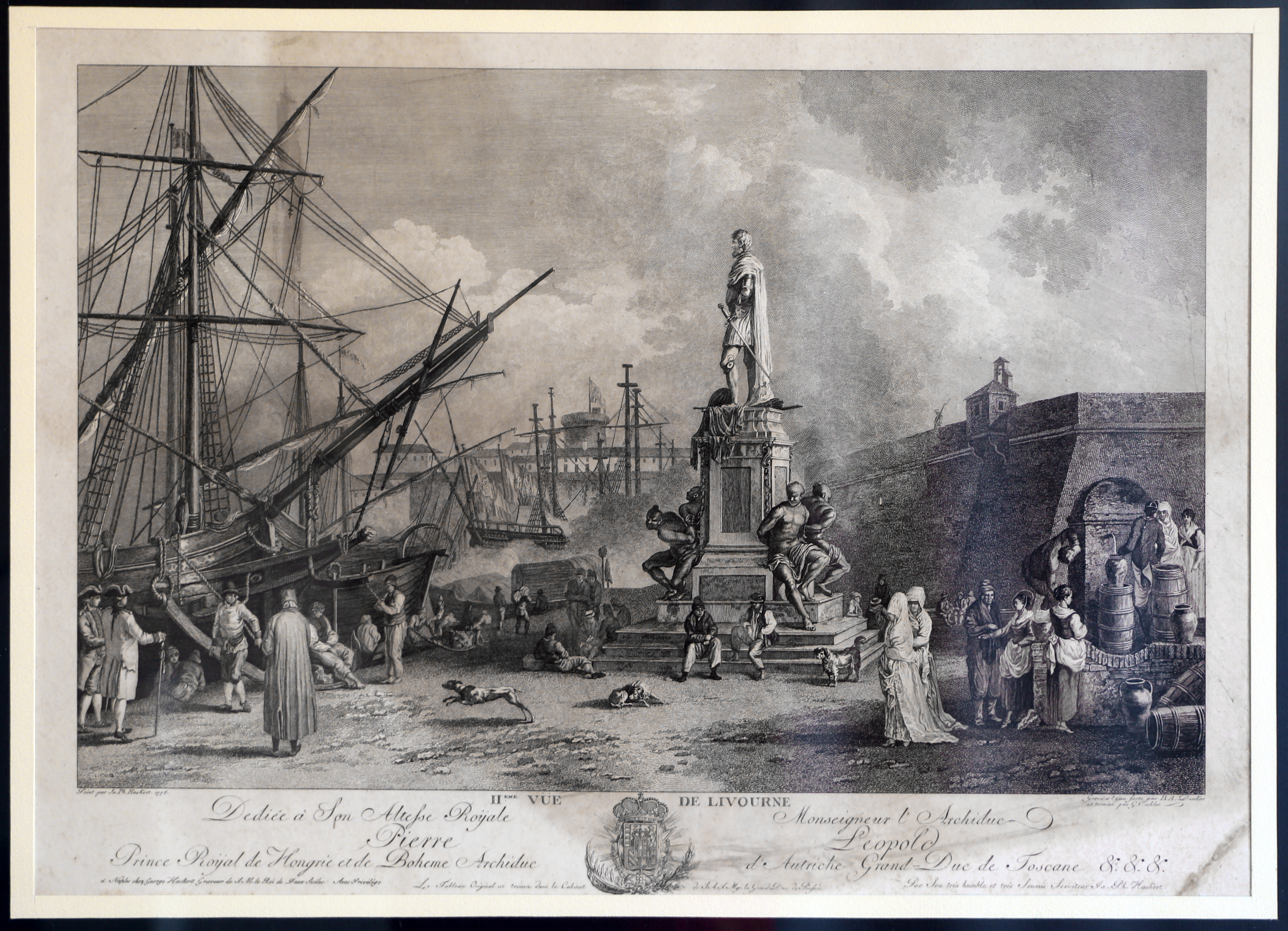
Deuxième vue de Livourne, 1778.

En 1774, Matthias Gottfried Eichler reçoit un appel de Christian von Mechel, alors occupé à Bâle par une œuvre plus importante, la soi-disant œuvre de la galerie de Düsseldorf, une commande du directeur de l'Académie des beaux-arts de Düsseldorf, Lambert Krahe. Pour ce travail, Eichler, avec von Mechel (et probablement quelques autres graveurs), copie et grave des images des maîtres anciens, comme Le Grand Jugement dernier de Pierre Paul Rubens. Après avoir terminé les travaux de la galerie en 1778, il se rend à Berne, où il travaille pour un libraire et notamment découpe des plaques gravées, principalement par Balthasar-Antoine Dunker, qu'il avait probablement rencontré chez Christian von Mechel, représentant des paysages alpins de Caspar Wolf ou des peintures de Jakob Philipp Hackert comme les Quatre vues de Livourne. Au cours des années suivantes, il travaille comme graveur pour l'atlas suisse (de), conçu par le cartographe franco-allemand Johann Heinrich Weiss et initié par l'entrepreneur suisse Johann Rudolf Meyer (de) de 1786 à 1802 ; d'autres graveurs à ses côtés sur ce projet sont du Français Christophe Guérin et du Suisse Samuel Johann Jakob Scheurmann.
Vers 1797, Eichler se trouve à Herisau et y travaille pour le marchand et marchand d'art Johann (Jean) Walser avec d'autres graveurs sur les soi-disant prospectus russes, dont l'essentiel consiste en douze vues de Moscou. Des tableaux du peintre français Gérard de la Barthe, qui travaille en Russie de 1787 jusqu'à la fin de sa vie en 1810, servent de modèle à ces œuvres. Eichler revient ensuite à Berne, où il crée une série de gravures colorées de costumes officiels bernois d'après des images du peintre Sigmund Freudenberger.
En 1805, Matthias Gottfried Eichler quitte la Suisse et s'installe à Augsbourg. Il y travaille comme enseignant à l'académie (de) et en devient l'un des directeurs en 1812. Certaines œuvres bien connues des dernières années de sa vie sont des gravures d'images célèbres de la Révolution française par des dessinateurs et graveurs français (certaines immédiatement après les événements immédiats).